# Avon Championships of Seattle 1980
L'Avon Championships of Seattle 1980 è stato un torneo di tennis giocato sul sintetico indoor. È stata la 4ª edizione del torneo, che fa parte del WTA Tour 1980. Si è giocato a Seattle negli USA dal 28 gennaio al 3 febbraio 1980.

## Campionesse

### Singolare
Tracy Austin ha battuto in finale  Virginia Wade con il punteggio di 6–2, 7–6

### Doppio
Rosie Casals /  Wendy Turnbull hanno battuto in finale  Greer Stevens /  Virginia Wade con il punteggio di 6–4, 2–6, 7–5